# Huma He
Huma He (chiń. upr. 呼玛河; chiń. trad. 呼瑪河; pinyin Hūmǎ Hé) – rzeka w północno-wschodnich Chinach, w prowincji Heilongjiang, prawy dopływ Amuru.
Liczy 435 km a powierzchnia jej dorzecza wynosi 23 900 km². Źródła znajdują się w północnej części Wielkiego Chinganu. Brzegi są porośnięte głównie tajgą. Rzeka zasilana jest przede wszystkim opadami deszczu. W okresie letnim zdarzają się powodzie, natomiast w zimie rzeka miejscami zamarza. Wykorzystywana jest do spławu drewna.